# Allennig II
Allennig II is de naam van een theatertour en muziekalbum van Daniël Lohues. Het is de opvolger van Allennig. Deze tour vond plaats tussen januari 2008 en juni 2008.
Het album is opgenomen met technicus Bart Wagenmakers in Studio Zeezicht.

## Ontwerp van de hoes
De albumhoes is wederom van Roel Venderbosch. Allennig II is de Lente, waar Allennig I de winter verbeeldde. De hoes laat hetzelfde huis met boom zien als het vorige album. Nu is echter alles groen en komt de zon op achter het huis. Opvallend is dat het huis nu voorzien is van een dakkapel.

## Inhoud
Het nummer As de liefde mar blef winnen bevat citaten uit Bachs prelude in E groot, uit het Wohltemperiertes Klavier deel 1 (BWV 854).
Het nummer Hij wul de klokken laoten luuden handelt over pastoor Harm Schilder uit Tilburg. Het lied vertelt over een pastoor die de klokken wil luiden, maar daarbij op weerstand stuit van omwonenden die hierdoor geluidsoverlast ervaren.

## Tracklist
1. Tik tak
2. Morgen wordt het beter toch, ofniet?
3. Angst is mar veur eben, spiet is veur altied
4. Oma had geliek
5. Als de liefde mar blef winnen
6. Hier kom ik weg
7. Ondertussen zingt Joni over Canada
8. Het verschil tussen wereld en planeet
9. Mar dat doe'j ja niet
10. 't Is en blef 'n gevecht
11. Hij wul de klokken laoten luuden
12. Boben op 'n strobult
13. Ik denk aal aan joe
14. Baat bij muziek
15. Zingen tot de morgenzun
16. De ganzenkoning wul met